# Le Trait
Le Trait ist eine französische Gemeinde mit 4742 Einwohnern (Stand: 1. Januar 2022) im Département Seine-Maritime in der Region Normandie. Sie gehört zum Arrondissement Rouen und ist Teil des Kantons Barentin. Die Einwohner werden les Traitons genannt.

## Geografie
Die Gemeinde liegt an der Seine, rund 24 Kilometer westlich von Rouen. Umgeben wird sie von den Nachbargemeinden Saint-Wandrille-Rançon im Norden, Sainte-Marguerite-sur-Duclair im Nordosten, Duclair im Osten, Yainville im Süden, Heurteauville im Südwesten, La Mailleraye-sur-Seine im Westen sowie Notre-Dame-de-Bliquetuit im Nordwesten.
Durch die Gemeinde verläuft die frühere Route nationale 182.

## Geschichte
Während des Mittelalters bestand hier seit dem 12. Jahrhundert an strategisch wichtiger Stelle eine Burganlage der Grafen von Maulèvrier, zwischen den Seinebögen. Ab dem 16. Jahrhundert ist Le Trait als Wechselposten für Kuriere nachgewiesen.

### Bevölkerungsentwicklung
| Jahr | Einwohner |
| ---- | --------- |
| 1962 | 6407      |
| 1968 | 6408      |
| 1975 | 6321      |
| 1982 | 5917      |
| 1990 | 5485      |
| 1999 | 5397      |
| 2006 | 5217      |
| 2011 | 5254      |

## Sehenswürdigkeiten
- Kirche Saint-Nicolas aus dem 13. Jahrhundert
- Burgruine aus dem 12. Jahrhundert

## Wirtschaft
Die frühere Werftindustrie ist zwischenzeitlich niedergegangen. Nunmehr bestehen pharmazeutische Betriebe und Unternehmen, die für die Offshore-Ölförderung Ausrüstung produzieren.

## Partnergemeinden
Mit dem Ortsteil Godshorn der deutschen Stadt Langenhagen bei Hannover (Niedersachsen) besteht eine Partnerschaft.